# Amy Acuff
Amy Acuff (n. 14 iulie 1975, Port Arthur, Texas, SUA) este o fostă atletă americană, specializată în săritura în înălțime.

## Carieră
La Campionatul Mondial de atletism din anul 1995 în Göteborg a ocupat locul opt. Nu a reușit să se califice în finala Jocurile Olimpice de vară din 1996 în Atlanta, de asemenea nu s-a calificat nici la Campionatul Mondial din 1997 în Atena. A câștigat însă medalia de aur la Universiada din 1997 și ocupă locul 9 la Campionatul Mondial în Sevilla. La Jocurile Olimpice de vară din 2000 în Sydney n-a reușit să se califice, iar la Campionatul Mondial din Edmonton ocupă locul zece.
În 2003 în Zürich la competiția Golden-League-Meeting 2003, stabilește recordul ei personal de 2,01 m. Au o serie de succese ca locul 9 la Campionatul Mondial din Paris/Saint-Denis, locul 4 la Jocurile Olimpice de vară din 2004 în Atena, locul 8 la Campionatul Mondial din 2005 în Helsinki și locul 12 la Campionatul Mondial din 2007.
A fost campioană națională în SUA, de șase ori în are liber (1995, 1997, 2001, 2003, 2005, 2007) și de cinci ori în sală (2001, 2004, 2007, 2008, 2009). Amy Acuff are o înălțime de 1,88 m, și cântărește 66 kg. Ea a studiat biologie la University of California, Los Angeles. A lucrat și ca fotomodel și poza ei a apărut pe coperta unor reviste ca Esquire și Playboy. Amy Acuff este căsătorită cu atletul Tye Harvey.

## Realizări
| An   | Competiție                     | Locație                  | Loc | Note   |
| ---- | ------------------------------ | ------------------------ | --- | ------ |
| 1992 | Campionatul Mondial de Juniori | Seul, Coreea de Sud      | 9   | 1,85 m |
| 1994 | Campionatul Mondial de Juniori | Lisabona, Portugalia     | 3   | 1,88 m |
| 1995 | Campionatul Mondial            | Göteborg, Suedia         | 8   | 1,93 m |
| 1996 | Jocurile Olimpice              | Atlanta, Statele Unite   | 24  | 1,85 m |
| 1997 | Universiada                    | Catania, Italia          | 1   | 1,98 m |
| 1997 | Campionatul Mondial            | Atena, Grecia            | 14  | 1,92 m |
| 1999 | Campionatul Mondial            | Sevilla, Spania          | 9   | 1,93 m |
| 2000 | Jocurile Olimpice              | Sydney, Australia        | 31  | 1,80 m |
| 2001 | Campionatul Mondial în sală    | Lisabona, Portugalia     | 4   | 1,96 m |
| 2001 | Campionatul Mondial            | Edmonton, Canada         | 10  | 1,90 m |
| 2003 | Campionatul Mondial            | Birmingham, Regatul Unit | 10  | 1,92 m |
| 2003 | Campionatul Mondial            | Paris, Franța            | 9   | 1,90 m |
| 2004 | Jocurile Olimpice              | Atena, Grecia            | 4   | 1,99 m |
| 2005 | Campionatul Mondial            | Helsinki, Finlanda       | 8   | 1,89 m |
| 2006 | Campionatul Mondial în sală    | Moscova, Rusia           | 13  | 1,90 m |
| 2007 | Campionatul Mondial            | Osaka, Japonia           | 12  | 1,94 m |
| 2008 | Campionatul Mondial în sală    | Valencia, Spania         | 6   | 1,95 m |
| 2008 | Jocurile Olimpice              | Beijing, China           | 19  | 1,89 m |
| 2009 | Campionatul Mondial            | Berlin, Germania         | 12  | 1,87 m |
| 2012 | Jocurile Olimpice              | Londra, Regatul Unit     | 20  | 1,85 m |

## Recorduri personale
| Probă                        | Performanță | Dată           | Locație      |
| ---------------------------- | ----------- | -------------- | ------------ |
| Săritură în înălțime         | 2,01        | 15 august 2003 | Zürich       |
| Săritură în înălțime în sală | 1,97        | 11 martie 1995 | Indianapolis |